# Оржицький Ігор Олександрович
І́гор Олекса́ндрович О́ржицький (*5 серпня 1958, м. Харків, УРСР, СРСР, тепер Україна) — український літературознавець, країнознавець, перекладач, латиноамериканіст, іспаніст; доктор філологічних наук (2017), член НСПУ (2014), Харківського історико-філологічного товариства, Асоціації іспаністів України.

## З життєпису
Закінчив Харківський державний університет ім. О. М. Ґорького (1980).
Працював у Харківському політехнічному інституті (1980–84).
У 1984-87 роках у Києві працював у Державному музеї літератури УРСР.
Повернувшись до Харкова працював у Книжковій палаті УРСР (Харків, 1987–88).
У 1989 році захистив кандидатську дисертацію з перуанської літератури у Ленінградському державному університеті. на тему: «Творчість Хосе Марії Аргедаса та перуанський індіхенізм: Національно-культурні проблеми країни в творчості письменника»
Надалі працював у вітчизняних вишах — у Харківському педагогічному інституті (1988–2012); за сумісництвом (1993–2018) — на кафедрі романської філології Харківського гуманітарного університету «Народна українська академія».
Починаючи від 2001 — на кафедрі романської філології та перекладу Харківського уніперситету. 
У 2010 році виступив співорганізатором перших Днів іспанської культури в Україні в Харкові під патронатом посольства Іспанії.
У 2017 році захистив докторську дисертацію на тему: «Етно-національна й культурна своєрідність літературного процесу в країнах андійського регіону (Перу, Болівія, Еквадор) у 20-х - 80-х роках XX століття».
І. О. Оржицький — учасник і доповідач на багатьох міжнародних конференціях у Іспанії, Мексиці, Польщі, Росії, Словаччині, Перу тошо.

## З доробку
Сфера зацікавлень І. О. Оржицького — іспаністика й латиноамериканістика, зокрема літератури країн Андійського регіону (Перу, Болівія, Еквадор); етнокультурні та соціолінгвістичні аспекти розвитку латиноамериканських літератур.
Ігор Олександрович Оржицький — автор понад 100 публікацій, в т.ч. 2 монографій, зокрема, другої в Україні, після Ю. Покальчука, монографії про латиноамериканські літератури та 4 авторських глав в академічній історії літератури. 
Деякі праці науковця стосуються також україно-іспанських і латиноамериканських, україно-польських літературно-культурних зв'язків; викладання різних аспектів іспанської мови та теорії дисциплін у галузі іспаністики. 
Окрім України, статті І. О. Оржицького опубліковані також у Бразилії, Іспанії, Мексиці, Польщі, Росі, США тощо. 
Ігор Оржицький запропонував використовуваний нині термін «інверсія транскультурації»; відшукав і докладно проаналізував першу публікацію про Т. Шевченка в Іспанії. 
Як перекладач українською переклав 2 романи з португальської, 4 романи та 1 збірку оповідань — з іспанської; з французької — поему «Мазепа» В.-М. Гюґо («Березіль», 1992, № 1).

### Вибрана бібліографія[5]
- «Ми – світло і правда, обернені в камінь...». Література країн Андійського регіону (Перу, Болівія, Еквадор) у ХХ столітті: Етнокультурний аспект.: монографія К.: Юніверс, 2006. 271 с.
- Breve sinopsis de la historia de la literatura española de la romanización hasta el siglo XIX: навчальний посібник. Х.: Видавництво НУА, 2015. 43 p.
- Discurso identitario en la literatura ecuatoriana: entre arqueología y «Don Quijote». VI Congreso de Hispanistas de Ucrania. Actas. Lviv: Astrolabio, 2015. P.45-53.
- Етно-національна й культурна своєрідність літературного процесу в країнах Андійського регіону (Перу, Болівія, Еквадор) у 20-х – 80-х роках ХХ століття: монографія. Х.: Майдан, 2016. 353 с.
- Cervantes y los Andes. VII Сongreso de Hispanistas dе Ucrania. Actas. Lviv, Astroliabio Editorial, 2016. Р. 22-31.
- La labor traductora de los hispanistas ucranianos en la emigración. VIII Congreso de Hispanistas de Ucrania. Ac-tas. Lviv: Astroliabio Editorial, 2018. P. 148-158.